# 정사무엘
정사무엘(1983년 5월 21일 ~ )은 문화외교 전문가로 대한민국의 문화를 세계에 알리고 세계의 문화를 한국에 알리는
민간문화외교관의 역할을 하고있는 한문화외교사절단의 단장이며, 한문화진흥협회의 회장으로 100여개국 주한 대사관 및 문화원과 교류하고있다.

## 생애
정(鄭)사무엘은 1983년 5월 21일 서울에서 태어났으며, 본관은 동래(東來), 본적은 전라북도 군산으로 3남1녀 중 장남이다. 2002년 11월부터 2007년 2월까지 수도방위사령부와 2사단에서 간부로서 군생활을 마치고 이후 100개국 주한대사관과 협력하여 국제행사, 문화외교, 국제의전, 대사관뉴스 보도 등에서 활발한 활동을 하고 있다.
국제행사 분야에서는 해마다 50여개국 주한외교사절단이 참여하는 ‘세계의상페스티벌’ 행사를 기획, 총연출하여 우리의 문화를 세계에 알리는 활동을 하고 있다. 특히 2009 세계의상페스티벌에서는 이상봉 디자이너와 함께 패션쇼 연출을 하였으며, 김우빈, 송창의, 서지혜 외 다수의 모델들이 런웨이를 한 바 있다. 또한 코엑스나 킨텍스에서 개최하는 ‘세계문화페스티벌’ 행사의 총감독으로서 우리 문화와 세계 각국의 문화 교류 활동을 하고 있다.
문화외교 분야에서는 대한민국과 다른 나라와의 수교를 기념하여 패션쇼, 전시회, 콘서트 등 다양한 문화행사를 연출하고 있으며, 지금까지 이란, 터키, 오만, 알제리, 방글라데시, 불가리아, 파키스탄, 과테말라, 중국, 몽골, 체코 등을 비롯하여 수많은 국가와의 수교 기념 문화행사를 연출한 바 있다. 나아가 해외에 있는 한국대사관 또는 한국문화원 초청으로 한복패션쇼를 연출하여 우리 문화를 세계에 알리고 있으며, 지금까지 프랑스, 미국, 파키스탄, 볼리비아, 이집트, 말레이시아, 체코 등 많은 국가로부터 초청을 받은 바 있다.
국제의전 분야에서는 세계 각국의 문화를 존중하는 국제 수준의 의전 및 통역이 중요하다고 판단하여 2008년도에 ‘한문화외교사절단’을 창설하여 지금까지 1,300명 이상의 국제의전통역 전문가를 배출하였고 불가리아 대통령, 코스타리카 대통령, 파라과이 대통령, 라트비아 대통령, 체코 총리, 페루 부통령, 파나마 부통령을 포함하여 수많은 국가의 장관급 이상 VIP 방한 시에 의전 및 통역을 담당하였다.
이외에도 ‘대한민국 한복모델 선발대회’, ‘유스앰버서더 아카데미’, ‘주한외교사절단 문화투어’를 해마다 기획하고 있으며 국제행사, 문화외교, 국제의전, 대사관뉴스 분야 전문가로서 국내 다양한 기관장 상과 수십 개국 주한대사상을 수상한 바 있고 세계와 소통하는 글로벌 활동으로 대한민국 국격 제고에 많은 기여를 하고 있다.

## 약력
- 2008년 한문화외교사절단 단장
- 2009년~현재 세계의상페스티벌 총감독
- 2014년8월~2015년12월 체코 홍보대사
- 2014년~현재 유스앰버서더 아카데미 사무총장
- 2016년~현재 대한민국 한복모델 선발대회 조직위원장
- 2021년 제13대 한국성인교육학회 학술이사
- 2018년 노원탈축제 추진위원
- 2018년~현재 프랑스 모델 컨테스트 총감독
- 2022년~현재 한국열린사이버대학교 주임교수
- 2023년 8월 한문화진흥협회 회장

## 수상 경력
| 연도   | 수상 경력 |
| ------ | --- |
| 2025년 | - 주한 르완다 대사 감사패 - 주한 도미니카공화국 대사 감사장 - 주한 우크라이나 대사 감사장 - 캄보디아 문화예술부 장관 감사장 - 주한 캄보디아 대사 감사장 - 주한 리투아니아 대사 감사장 - 주한 이란 국경일 대사 감사패 - 주한 카타르 대사 감사패 - 주한 투르크메니스탄 대사 감사패 - 주한 도미니카공화국 대사 감사패 - 주한 몽골 대사 감사패 |
| 2024년 | - 주한 잠비아 대사 감사패 - 주한 튀르키예 대사 감사패 - 주한 오만 대사 감사패 - 주한 헝가리 대사 감사패 - 주한 체코 대사 감사패 - 주한 우즈베키스탄 대사 감사장 - 주한 과테말라 대사 감사장 - 주한 루마니아 대사 감사패 - 주한 에콰도르 대사 감사패 - 주한 모로코 대사 감사패 - 주한 페루 대사 감사장 - 주한 콜롬비아 대사 감사패 - 주한 멕시코 대사 감사장 - 주한 베트남 대사 감사패 - 주한 베네수엘라 대사 감사패 - 주한 조지아 대사 감사패 - 주한 캄보디아 대사 감사패 - 에콰도르 외교인적이동부 장관 감사장 - 주 브라질 대한민국 대사 감사패 - 주한 캄보디아 대사 감사패 - 주한 파나마 대사 감사패 - 주한 르완다 대사 감사패 - 주한 에콰도르 대사 감사패 - 주한 이란 대사 감사패 |
| 2023년 | - 주한 오만 대사 감사패 - 전라남도지사 표창장 - 주한 라트비아 대사 감사패 - 주한 캄보디아 대사 감사패 - 주한 카자흐스탄 대사 감사장 - 주미국 대한민국 대사 감사패 - 주한중남미외교단 감사패 - 주한 콜롬비아 대사 감사장 - 주한 페루 대사 감사장 - 대만 국립고궁박물원 원장 감사패 - 주불가리아 대한민국 대사 감사장 - 주한 아제르바이잔 대사 감사장 - 주한 에콰도르 대사 감사장 - 주루마니아 대사 공로패 - 주한 헝가리 대사 감사패 - 주두바이 대한민국 총영사 감사패 - 주한 니카라과 대사 감사패 - 주한 카타르 대사 공로패 |
| 2022년 | - 외교부장관 표창 - 주프랑크푸르트 대한민국 총영사 공로패 - 주타이베이 대한민국 대표부 감사장 - 주태국 대한민국 대사 감사장 - 주인도 대한민국 대사 감사장 - 주한 에콰도르 대사 공로 표창 - 주한 카자흐스탄 대사 감사장 - 주한 크로아티아 대사 공로패 - 주한 베트남 대사 감사패 - 주한 나이지리아 대사 공로패 - 주한 아제르바이잔 대사 감사장 - 주한 탄자니아 대사 감사장 |
| 2021년 | - 주한 카자흐스탄 대사 감사장 - 주한 콜롬비아 대사 공로패 - 주한 에콰도르 대사 감사장 |
| 2020년 | - 주한 아제르바이잔 대사 감사패 - 주한 카타르 대사 감사장 |
| 2019년 | - 주라오스 대한민국 대사 감사패 - 주한 오만 대사 감사패 - 중국문화화여유부 감사장 - 주한 베트남 대사 감사장 - 주한 탄자니아 대사 감사장 - 주한 크로아티아 대사 감사장 - 주한 방글라데시 대사 감사장 - 주한 미얀마 대사 감사장 - 주한 카자흐스탄 대사 감사장 |
| 2018년 | - 주한 베트남 대사 감사장 - 주한 라트비아 대사 감사패 - 주한 카타르 대사 감사패 - 주한 캄보디아 대사 감사장 - 주한 잠비아 대사 감사장 - 주시카고 대한민국 총영사 감사장 - 주말레이시아 대한민국 대사 감사패 - 주한 방글라데시 대사 감사장 - 주한 모로코 대사 감사장 - 주한 스리랑카 대사 감사장 - 주한 르완다 대사 감사장 - 주한 태국 대사 감사장 - 주한 멕시코 대사 감사장 - 주한 남아프리카 공화국 대사 감사장 - 주한 라트비아 대사 감사장 - 주한 불가리아 대사 공로장 - 주한 파키스탄 대사 감사장 - 주한 오만 대사 공로장 |
| 2017년 | - ASEAN 아세안 서울위원회 의장 감사장 - 주한 파나마 대사 감사장 - 주한 라트비아 대사 감사장 - 주한 과테말라 대사 감사장 - 주한 모로코 대사 감사패 - 주한 벨라루스 대사 공로장 - 주한 베트남 대사 감사장 - 주한 수단 대사 감사패 - 주한 튀니지 대사 감사장 - 주한 코스타리카 대사 공로장 - 주한 볼리비아 대사 감사장 |
| 2016년 | - 주한 알제리 대사 감사장 - 수원시의장 표창패 - 주한 오만 대사 공로장 - 서울특별시의회 의장 표창장 - 주한 이란 대사 감사패 - 경기도의회 의장 표창장 - 주한 스리랑카 대사 감사장 - 주볼리비아 대한민국 대사 감사패 |
| 2015년 | - 주파키스탄 대한민국 대사 감사패 - 주한 러시아 대사 감사장 - 주한 체코 대리대사 감사장 - 주한 몽골 대사 감사장 - 주한 방글라데시 대사 감사장 |
| 2014년 | - 주한 불가리아 대사 감사장 - 주한 방글라데시 대사 감사장 - 주한 이란 대사 감사장 |
| 2013년 | - 경기도지사 공로패 - 주한 에티오피아 대사 감사장 - 주한 파키스탄 대사 감사장 - 경기도지사 유공표창 |
| 2012년 | - 중국문화원장 감사장 - 경기관광공사 사장 감사패 - 주한 터키 대사 감사장 - 주한 가나 대사 감사장 - 주한 이란 대사 감사장 - 주한 이란 대사 감사장 - 주한 파라과이 대사 감사장 |
| 2009년 | - 인천광역시장 공로패 |